# Rok Grudina
Rok Grudina, slovenski nogometaš, * 24. december 1994, Postojna.
Grudina je profesionalni nogometaš, ki igra na položaju vezista. Od leta 2024 je član italijanskega kluba Kras Repen. Ped tem je igral za slovenske klube Brda, Gorica in Koper, avstrijski SV Stripfing ter italijanska Torviscoso in Pro Gorizia. Skupno je v prvi slovenski ligi odigral 121 tekem in dosegel tri gole, v drugi slovenski ligi pa 16 tekem in dva gola.